# FTX (компания)
FTX — онлайн-сервис обмена цифровых валют, зарегистрированный в 2019 году в Антигуа и Барбуде, штаб-квартира находится на Багамах. Жители США использовали сайт FTX.US. В 2021 году компания имела более миллиона пользователей и по объёму торгов была третьей по величине среди сервисов обмена криптовалют.
11 ноября 2022 года в США FTX согласно с главой 11 кодекса США о банкротстве подала «заявление о защите от банкротства» в связи с кризисом ликвидности. Эта процедура относится лишь к клиентам американской юрисдикции и направлена на постепенное урегулирование претензий со стороны этих клиентов.

## История

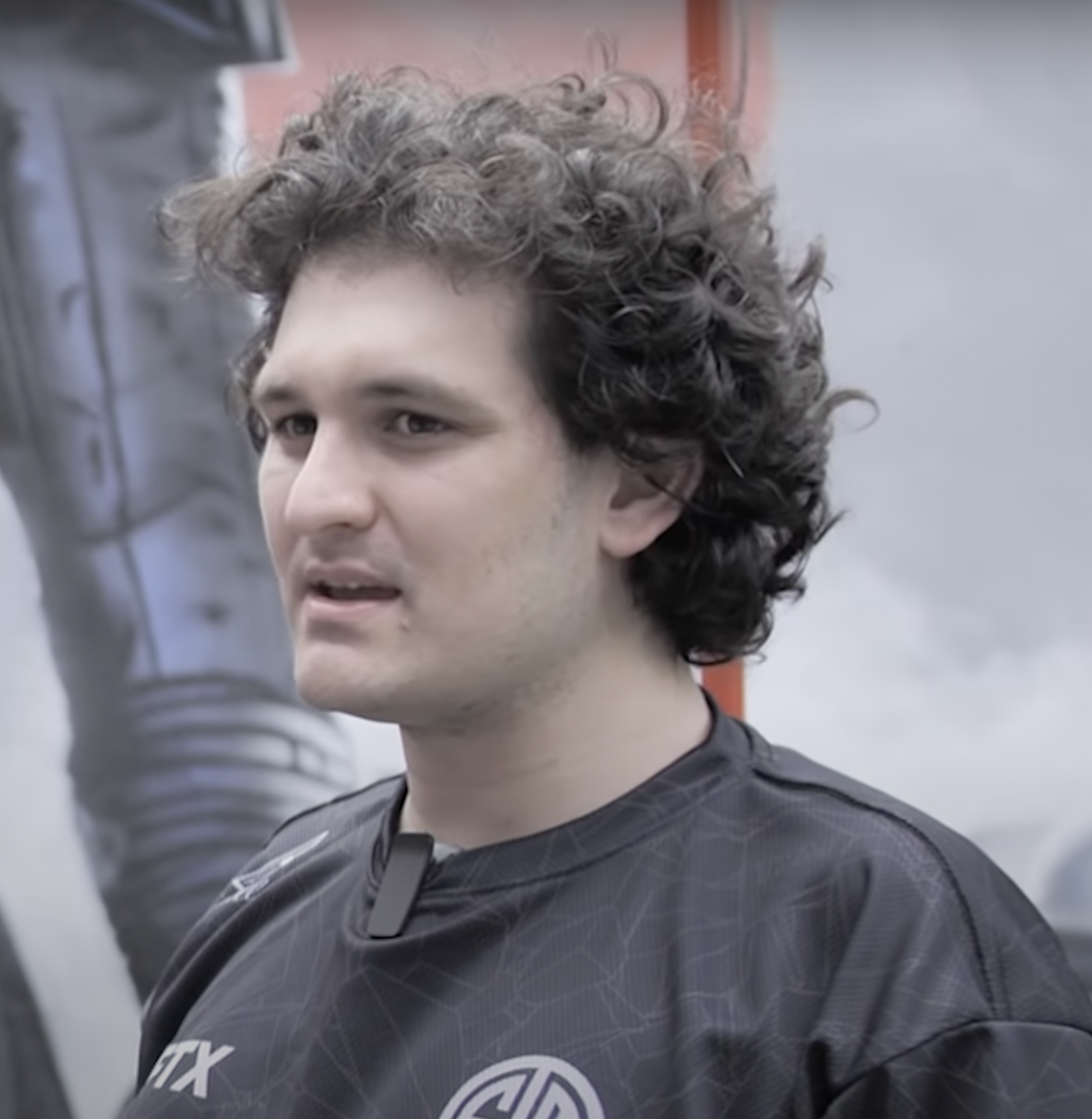
Основатель FTX Сэм Бэнкман-Фрид

Сэм Бенкман-Фрид и Зисяо «Гарри» Ван основали FTX в мае 2019 года (FTX — это аббревиатура от «Futures Exchange»); «колыбелью» была Alameda Research, торговая фирма, основанная Бенкманом-Фридом и другими в 2017 году в Беркли, Калифорния.
Чанпэн Чжао из Binance приобрел 20 % акций FTX примерно за 100 миллионов долларов через шесть месяцев после того, как Бенкман-Фрид и Ван основали фирму.
В августе 2020 года FTX приобрела Blockfolio, приложение для отслеживания портфеля криптовалют, за 150 миллионов долларов.
В июле 2021 года FTX привлекла 900 млн долл., при оценке в 18 миллиардов долларов от более чем 60 инвесторов, в том числе SoftBank, Sequoia Capital и других компаний. Банкман-Фрид выкупил долю Чжао примерно за 2 миллиарда долларов.
В сентябре 2021 года FTX перенесла свою штаб-квартиру из Гонконга на Багамы.
14 января 2022 года FTX объявила о создании венчурного фонда FTX Ventures на 2 миллиарда долларов (в ноябре 2022 года веб-сайт FTX Ventures отключился от сети[какой?]).
В январе 2022 года FTX привлекла 400 млн долларов в рамках финансирования серии C, при оценке 32 миллиарда долларов.
11 февраля 2022 FTX.US объявили, что в скором времени компания начнет предлагать своим клиентам в США торговлю акциями.
В феврале 2022 года сообщалось, что FTX якобы создаёт игровое подразделение, которое поможет разработчикам видеоигр добавлять в видеоигры криптовалюту, NFT и другие связанные с блокчейными функциями.
В июле 2022 года было объявлено, что FTX заключило соглашение с опционом, на покупку BlockFi на сумму до 240 миллионов долларов. Соглашение включало кредит в размере 400 миллионов долларов для BlockFi.
В августе 2022 года Федеральная корпорация страхования депозитов (FDIC) опубликовала письмо о прекращении и запрете деятельности биржи, обвинив FTX в «ложных и вводящих в заблуждение заявлениях», после твита президента FTX Бретта Гаррисона, содержащего намёк, что якобы, FTX застрахована FDIC. В ответ Гаррисон удалил твит, а Бенкман-Фрид уточнил в твите, что у FTX нет страхования FDIC.
27 сентября 2022 года президент FTX.US Бретт Гаррисон объявил, что покинет активную роль на бирже, но останется в должности советника. Компания не сразу объявила о замене Гаррисону, бывшему президентом с мая 2021 года.
В октябре 2022 года сообщалось, что FTX находится под следствием в Техасе, за продажу незарегистрированных ценных бумаг.

## Банкротство
Крах FTX начался с опубликованной 2 ноября 2022 года статьи в «Coindesk», в которой говорилось, что большая часть активов (14,6 млрд долл.) компании Alameda составляют токены FTT, выпущенные её дочерней компанией. После этого инвесторы начали активно продавать токены FTT. За трое суток было выведено около 6 млрд долларов. 
Кризис возник, когда в ноябре 2022 года сайт CoinDesk опубликовал статью о том, что более 75 % активов компании Alameda Research (партнёра FTX) имеет форму дружественных токенов FTX FTT. По сути, FTX выдала дружественной компании кредит не только за счёт собственных средств, но и за счёт средств клиентов. Это известие привело к всплеску клиентских заявок на вывод средств из FTX, которые компания уже не смогла удовлетворить. Binance подписала письмо о намерениях поглотить FTX, чтобы помочь ей выйти из «кризиса ликвидности», но на следующий день заявила об отказе от такого намерения.
Временным управляющим был назначен Джон Рэй III (John Ray III), опытный специалист по ликвидации предприятий, который заявил в американском суде, что FTX стала самым вопиющим примером корпоративного банкротства, с которым он сталкивался за всю свою сорокалетнюю карьеру. При этом компания привлекла миллиарды долларов от ведущих венчурных инвесторов, включая Sequoia, SoftBank и Temasek.
В суде Делавера эксперт заявил, что в FTX не было чёткого разделения средств компании и денег клиентов — не было должного бухучёта, отсутствовали средства защиты цифровых активов, принадлежащих клиентам, нецелевое расходование средств клиентов скрывалось. У компании вообще не было собственной бухгалтерии — этим занималась сторонняя организация по аутсорсингу. Отсутствует «точный список» банковских счетов компании, нет списка её сотрудников. Ключи безопасности для управления цифровыми активами контролировались через «незащищенную групповую учётную запись электронной почты».
Средства компании бесконтрольно тратились на приобретение недвижимости и личных вещей для сотрудников и консультантов, а платежи одобрялись постами с эмодзи в корпоративном мессенджере Slack. Руководство FTX не вело записей о принятии решений, и даже более того: Бенкман-Фрид часто пользовался функцией удаления сообщений в мессенджерах «и призывал сотрудников делать то же самое».
Alameda Research, входящая в криптовалютную империю, выдала связанным с ней лицам заемных средств на 4,1 млрд долл., из которых 3,3 млрд были предоставлены Бенкману-Фриду лично и подконтрольным ему компаниям. При этом только официально Сэм Бэнкман-Фрид пожертвовал Демократической партии 40 миллионов долларов, а ранее бизнесмен заявил, что «нечаянно» перевёл Alameda средства клиентов FTX на общую сумму 8 млрд долларов.
Джон Рэй заявил, что одной из целей процедуры банкротства станет «всестороннее, прозрачное и взвешенное расследование вероятных обвинений в адрес» Бенкмана-Фрида.
В декабре 2022 года, после банкротства FTX председатель комиссии по торговле товарными фьючерсами США Ростин Бинам попросил передать полномочия по регулированию крипторынка своему ведомству, по его мнению, это позволит избежать крах подобных компаний в будущем.
13 декабря багамские власти арестовали Сэма Бэнкмана-Фрида по запросу властей США, ожидается, что он будет экстрадирован в США. Местный суд отклонил его ходатайство об освобождении под залог, заявив, что он может скрыться и поэтому должен оставаться под стражей. Судья назначил слушания по вопросу его потенциальной экстрадиции в США на 8 февраля 2023 года.
14 декабря власти США предъявили обвинение Банкману-Фриду, прокурор заявил, что относит это дело к «крупнейшим финансовым махинациям в американской истории»; ему грозит до 115 лет тюремного заключения.
В январе 2023 года юристы сообщили американскому суду, что обнаружили принадлежащие FTX быстроликвидные активы на 5 млрд долларов. В их число входят наличные, криптовалюта и инвестиционные продукты. Кроме того, ведётся работа по монетизации «нестратегических инвестиций» на сумму около 4,6 млрд долларов. Неамериканские активы намного скромнее — власти Багамских островов арестовали счета компании примерно с 425 млн долларами.